# 蝴蝶冠蜂鸟
蝴蝶冠蜂鸟（学名：Lophornis verreauxii），是雨燕目蜂鸟科的一种鸟类。
蝴蝶冠蜂鸟体重约3克，翼长约43.2毫米，嘴峰长约17.5毫米，喙宽度约2毫米，喙厚度约1.8毫米，跗蹠长约4.1毫米，尾长约27.9毫米。蝴蝶冠蜂鸟在其分布区内为留鸟，其栖息在密集的高大树木组成的森林中，食性为草食性，主要食物来源是植物的花蜜。

## 亚种
- ：分布于哥伦比亚东部至厄瓜多尔东部、秘鲁东部、巴西西北部和玻利维亚中部。
- ：分布于委内瑞拉东南部。[4]